# وسيعات الأجنحة
وسيعات الأجنحة أو فصيلة ليستيدي (الاسم العلمي: Lestidae)، هي فصيلة حشرات صغيرة العدد إلى حد ما، وعالمية الانتشار من اليعسوبيات ذات أحجام كبيرة ونحيلة.